# Torna a 2004. évi nyári olimpiai játékokon
A 2004. évi nyári olimpiai játékokon tornában tizennyolc versenyszámban osztottak érmeket, a férfiaknál nyolc hagyományos szertorna szám mellett trambulin is szerepelt, a nőknél hat hagyományos, két ritmikus gimnasztika szám mellett trambulin is szerepelt.

## Éremtáblázat
A táblázatokban a rendező ország csapata eltérő háttérszínnel, az egyes számoszlopok legmagasabb értéke vagy értékei vastagítással kiemelve.
| A 2004. évi nyári olimpiai játékok éremtáblázata tornában | A 2004. évi nyári olimpiai játékok éremtáblázata tornában | A 2004. évi nyári olimpiai játékok éremtáblázata tornában | A 2004. évi nyári olimpiai játékok éremtáblázata tornában | A 2004. évi nyári olimpiai játékok éremtáblázata tornában | Olimpia  |
| --------------------------------------------------------- | --------------------------------------------------------- | --------------------------------------------------------- | --------------------------------------------------------- | --------------------------------------------------------- | -------- |
|                                                           | Ország                                                    | Arany                                                     | Ezüst                                                     | Bronz                                                     | Összesen |
| 1.                                                        | Románia (ROU)                                             | 4                                                         | 3                                                         | 3                                                         | 10       |
| 2.                                                        | Egyesült Államok (USA)                                    | 2                                                         | 6                                                         | 1                                                         | 9        |
| 3.                                                        | Oroszország (RUS)                                         | 2                                                         | 3                                                         | 2                                                         | 7        |
| 4.                                                        | Ukrajna (UKR)                                             | 2                                                         | 0                                                         | 1                                                         | 3        |
| 5.                                                        | Olaszország (ITA)                                         | 1                                                         | 1                                                         | 1                                                         | 3        |
| 6.                                                        | Japán (JPN)                                               | 1                                                         | 1                                                         | 2                                                         | 4        |
| 7.                                                        | Kína (CHN)                                                | 1                                                         | 0                                                         | 3                                                         | 4        |
| 8.                                                        | Kanada (CAN)                                              | 1                                                         | 1                                                         | 0                                                         | 2        |
| 9.                                                        | Németország (GER)                                         | 1                                                         | 0                                                         | 1                                                         | 2        |
| 9.                                                        | Spanyolország (ESP)                                       | 1                                                         | 0                                                         | 1                                                         | 2        |
| 11.                                                       | Franciaország (FRA)                                       | 1                                                         | 0                                                         | 0                                                         | 1        |
| 11.                                                       | Görögország (GRE)                                         | 1                                                         | 0                                                         | 0                                                         | 1        |
|                                                           |                                                           |                                                           |                                                           |                                                           |          |
| 13.                                                       | Bulgária (BUL)                                            | 0                                                         | 1                                                         | 2                                                         | 3        |
| 14.                                                       | Dél-Korea (KOR)                                           | 0                                                         | 1                                                         | 1                                                         | 2        |
| 15.                                                       | Lettország (LAT)                                          | 0                                                         | 1                                                         | 0                                                         | 1        |
|                                                           |                                                           |                                                           |                                                           |                                                           |          |
| Összesen                                                  | Összesen                                                  | 18                                                        | 18                                                        | 18                                                        | 54       |

## Férfi

### Éremtáblázat
| A 2004. évi nyári olimpiai játékok éremtáblázata férfi tornában | A 2004. évi nyári olimpiai játékok éremtáblázata férfi tornában | A 2004. évi nyári olimpiai játékok éremtáblázata férfi tornában | A 2004. évi nyári olimpiai játékok éremtáblázata férfi tornában | A 2004. évi nyári olimpiai játékok éremtáblázata férfi tornában | Olimpia  |
| --------------------------------------------------------------- | --------------------------------------------------------------- | --------------------------------------------------------------- | --------------------------------------------------------------- | --------------------------------------------------------------- | -------- |
|                                                                 | Ország                                                          | Arany                                                           | Ezüst                                                           | Bronz                                                           | Összesen |
| 1.                                                              | Ukrajna (UKR)                                                   | 2                                                               | 0                                                               | 0                                                               | 2        |
| 2.                                                              | Egyesült Államok (USA)                                          | 1                                                               | 2                                                               | 0                                                               | 3        |
| 3.                                                              | Japán (JPN)                                                     | 1                                                               | 1                                                               | 2                                                               | 4        |
| 4.                                                              | Kína (CHN)                                                      | 1                                                               | 0                                                               | 1                                                               | 2        |
| 4.                                                              | Olaszország (ITA)                                               | 1                                                               | 0                                                               | 1                                                               | 2        |
| 6.                                                              | Görögország (GRE)                                               | 1                                                               | 0                                                               | 0                                                               | 1        |
| 6.                                                              | Kanada (CAN)                                                    | 1                                                               | 0                                                               | 0                                                               | 1        |
| 6.                                                              | Spanyolország (ESP)                                             | 1                                                               | 0                                                               | 0                                                               | 1        |
|                                                                 |                                                                 |                                                                 |                                                                 |                                                                 |          |
| 9.                                                              | Románia (ROU)                                                   | 0                                                               | 2                                                               | 2                                                               | 4        |
| 10.                                                             | Bulgária (BUL)                                                  | 0                                                               | 1                                                               | 1                                                               | 2        |
| 10.                                                             | Dél-Korea (KOR)                                                 | 0                                                               | 1                                                               | 1                                                               | 2        |
| 12.                                                             | Lettország (LAT)                                                | 0                                                               | 1                                                               | 0                                                               | 1        |
| 12.                                                             | Oroszország (RUS)                                               | 0                                                               | 1                                                               | 0                                                               | 1        |
|                                                                 |                                                                 |                                                                 |                                                                 |                                                                 |          |
| 14.                                                             | Németország (GER)                                               | 0                                                               | 0                                                               | 1                                                               | 1        |
|                                                                 |                                                                 |                                                                 |                                                                 |                                                                 |          |
| Összesen                                                        | Összesen                                                        | 9                                                               | 9                                                               | 9                                                               | 27       |

### Érmesek
| A 2004. évi nyári olimpiai játékok érmesei férfi tornában | | | |
| Versenyszám                                               | Arany | Ezüst | Bronz |
| Gyűrű                                                     | Dimoszthénisz Tambákosz · Görögország (GRE) · 9,862                                                                            | Jordan Jovcsev · Bulgária (BUL) · 9,850                                                                                 | Jury Chechi · Olaszország (ITA) · 9,812                                                                                   |
| Korlát                                                    | Valerij Honcsarov · Ukrajna (UKR) · 9,787                                                                                      | Tomita Hirojuki · Japán (JPN) · 9,775                                                                                   | Li Hsziao-peng (Li Xiaopeng) · Kína (CHN) · 9,762                                                                         |
| Lólengés                                                  | Teng Haj-pin (Teng Haibin) · Kína (CHN) · 9,837                                                                                | Marius Urzică · Románia (ROU) · 9,825                                                                                   | Kasima Takehiro · Japán (JPN) · 9,787                                                                                     |
| Nyújtó                                                    | Igor Cassina · Olaszország (ITA) · 9,812                                                                                       | Paul Hamm · Egyesült Államok (USA) · 9,812                                                                              | Joneda Iszao · Japán (JPN) · 9,787                                                                                        |
| Talaj                                                     | Kyle Shewfelt · Kanada (CAN) · 9,787                                                                                           | Marian Drăgulescu · Románia (ROU) · 9,787                                                                               | Jordan Jovcsev · Bulgária (BUL) · 9,775                                                                                   |
| Ugrás                                                     | Gervasio Deferr · Spanyolország (ESP) · 9,737                                                                                  | Jevgēņijs Saproņenko · Lettország (LAT) · 9,706                                                                         | Marian Drăgulescu · Románia (ROU) · 9,612                                                                                 |
| Egyéni összetett                                          | Paul Hamm · Egyesült Államok (USA) · 57,823                                                                                    | Kim Deun · Dél-Korea (KOR) · 57,811                                                                                     | Jang Thejong · Dél-Korea (KOR) · 57,774                                                                                   |
| Csapat összetett                                          | Japán (JPN) · Cukahara Naoja · Joneda Iszao · Kasima Takehiro · Mizutori Hiszasi · Nakano Daiszuke · Tomita Hirojuki · 173,821 | Egyesült Államok (USA) · Jason Gatson · Morgan Hamm · Paul Hamm · Brett McClure · Blaine Wilson · Guard Young · 172,922 | Románia (ROU) · Marian Drăgulescu · Daniel Popescu · Daniel Potra · Răzvan Şelariu · Ioan Suciu · Marius Urzică · 172,384 |

## Női

### Éremtáblázat
| A 2004. évi nyári olimpiai játékok éremtáblázata női tornában | A 2004. évi nyári olimpiai játékok éremtáblázata női tornában | A 2004. évi nyári olimpiai játékok éremtáblázata női tornában | A 2004. évi nyári olimpiai játékok éremtáblázata női tornában | A 2004. évi nyári olimpiai játékok éremtáblázata női tornában | Olimpia  |
| ------------------------------------------------------------- | ------------------------------------------------------------- | ------------------------------------------------------------- | ------------------------------------------------------------- | ------------------------------------------------------------- | -------- |
|                                                               | Ország                                                        | Arany                                                         | Ezüst                                                         | Bronz                                                         | Összesen |
| 1.                                                            | Románia (ROU)                                                 | 4                                                             | 1                                                             | 1                                                             | 6        |
| 2.                                                            | Oroszország (RUS)                                             | 2                                                             | 2                                                             | 2                                                             | 6        |
| 3.                                                            | Egyesült Államok (USA)                                        | 1                                                             | 4                                                             | 1                                                             | 6        |
| 4.                                                            | Franciaország (FRA)                                           | 1                                                             | 0                                                             | 0                                                             | 1        |
| 5.                                                            | Németország (GER)                                             | 1                                                             | 0                                                             | 0                                                             | 1        |
|                                                               |                                                               |                                                               |                                                               |                                                               |          |
| 6.                                                            | Olaszország (ITA)                                             | 0                                                             | 1                                                             | 0                                                             | 1        |
| 6.                                                            | Kanada (CAN)                                                  | 0                                                             | 1                                                             | 0                                                             | 1        |
|                                                               |                                                               |                                                               |                                                               |                                                               |          |
| 8.                                                            | Kína (CHN)                                                    | 0                                                             | 0                                                             | 2                                                             | 2        |
| 9.                                                            | Spanyolország (ESP)                                           | 0                                                             | 0                                                             | 1                                                             | 1        |
| 9.                                                            | Ukrajna (UKR)                                                 | 0                                                             | 0                                                             | 1                                                             | 1        |
| 9.                                                            | Bulgária (BUL)                                                | 0                                                             | 0                                                             | 1                                                             | 1        |
|                                                               |                                                               |                                                               |                                                               |                                                               |          |
| Összesen                                                      | Összesen                                                      | 9                                                             | 9                                                             | 9                                                             | 27       |

### Érmesek
| A 2004. évi nyári olimpiai játékok érmesei női tornában | | | |
| Versenyszám                                             | Arany | Ezüst | Bronz |
| Felemás korlát                                          | Émilie Le Pennec · Franciaország (FRA) · 9,687                                                                            | Terin Humphrey · Egyesült Államok (USA) · 9,662                                                                                         | Courtney Kupets · Egyesült Államok (USA) · 9,637                                                                                                  |
| Gerenda                                                 | Cătălina Ponor · Románia (ROU) · 9,787                                                                                    | Carly Patterson · Egyesült Államok (USA) · 9,775                                                                                        | Alexandra Eremia · Románia (ROU) · 9,700 |
| Talaj                                                   | Cătălina Ponor · Románia (ROU) · 9,750                                                                                    | Daniela Sofronie · Románia (ROU) · 9,562                                                                                                | Patricia Moreno · Spanyolország (ESP) · 9,487 |
| Ugrás                                                   | Monica Roșu · Románia (ROU) · 9,656                                                                                       | Annia Hatch · Egyesült Államok (USA) · 9,481                                                                                            | Anna Pavlova · Oroszország (RUS) · 9,475 |
| Egyéni összetett                                        | Carly Petterson · Egyesült Államok (USA) · 38,387                                                                         | Szvetlana Horkina · Oroszország (RUS) · 38,211                                                                                          | Csang Nan (Zhang Nan) · Kína (CHN) · 38,049 |
| Csapat összetett                                        | Románia (ROU) · Oana Ban · Alexandra Eremia · Cătălina Ponor · Monica Roșu · Daniela Sofronie · Silvia Stroescu · 114,283 | Egyesült Államok (USA) · Mohini Bhardwaj · Annia Hatch · Terin Humphrey · Courtney Kupets · Courtney McCool · Carly Patterson · 113,584 | Oroszország (RUS) · Szvetlana Horkina · Ljudmila Jezsova · Marija Krjucskova · Anna Pavlova · Jelena Zamolodcsikova · Natalja Zigansina · 113,235 |

## Ritmikus gimnasztika
| A 2004. évi nyári olimpiai játékok érmesei ritmikus gimnasztikában | | | |
| Versenyszám                                                        | Arany | Ezüst | Bronz |
| Egyéni                                                             | Alina Kabajeva · Oroszország (RUS)                                                                                             | Irina Csascsina · Oroszország (RUS)                                                                                           | Hanna Bezszonova · Ukrajna (UKR) |
| Csapat                                                             | Oroszország (RUS) · Oleszja Belugina · Olga Glackih · Tatyjana Kurbakova · Natalja Lavrova · Jelena Murzina · Jelena Poszevina | Olaszország (ITA) · Elisa Blanchi · Fabrizia D’Ottavio · Marinella Falca · Daniela Masseroni · Elisa Santoni · Laura Vernizzi | Bulgária (BUL) · Zsaneta Ilieva · Eleonora Kezsova · Zornica Marinova · Krisztina Rangelova · Galina Tancseva · Vladiszlava Tancseva |

## Trambulin
| A 2004. évi nyári olimpiai játékok érmesei trambulinban |                                    |                                            |                                             |
| Versenyszám                                             | Arany                              | Ezüst                                      | Bronz                                       |
| Férfi                                                   | Jurij Nyikityin · Ukrajna (UKR)    | Alekszandr Moszkalenko · Oroszország (RUS) | Henrik Stehlik · Németország (GER)          |
| Női                                                     | Anna Dogonadze · Németország (GER) | Karen Cockburn · Kanada (CAN)              | Huang San-san (Huang Shanshan) · Kína (CHN) |